# Distrito electoral de Jonesboro 2
Jonesboro District 2 Precinct es una subdivisión territorial del condado de Union, Illinois, Estados Unidos. Según el censo de 2020, tiene una población de 1154 habitantes.
De los 102 condados del estado de Illinois, 17 (entre ellos, el condado de Union) están subdivididos en "precintos". Los restantes condados están subdivididos en townships. 
Los precintos son subdivisiones geográficas idénticas a los townships. La única diferencia es que en estos territorios no existe Gobierno municipal. Por eso, a veces también se hace referencia a los precintos como civil townships. 

## Geografía
Según la Oficina del Censo, tiene una superficie total de 50.80 km², de los cuales 50.71 km² corresponden a tierra firme y 0.09 km² están cubiertos de agua.

## Demografía
Según el censo de 2020, hay 1154 personas residiendo en la zona. La densidad de población es de 22.76 hab./km². El 94.71% de los habitantes son blancos, el 0.87% son afroamericanos, el 0.09% es amerindio, el 0.26% son asiáticos, el 1.04% son de otras razas y el 3.03% son de una mezcla de razas. Del total de la población, el 2.34% son hispanos o latinos de cualquier raza.